# Station Ładzin
Station Ładzin is een spoorwegstation in de Poolse plaats Ładzin.